# Cephalispa brevilamina
Cephalispa brevilamina är en tvåvingeart som beskrevs av Xiaolong Cui och Xue 1995. Cephalispa brevilamina ingår i släktet Cephalispa och familjen husflugor. Inga underarter finns listade i Catalogue of Life.